# (12242) Koon
(12242) Koon (1988 QY) – planetoida z grupy trojańczyków okrążająca Słońce w ciągu 11,54 lat w średniej odległości 5,1 j.a. Odkryta 18 sierpnia 1988 roku.